# Латышовка (Полтавская область)
Латышовка (укр. Латишівка) — село,
Селещинский сельский совет,
Машевский район,
Полтавская область,
Украина.
Код КОАТУУ — 5323086602. Население по переписи 2001 года составляло 88 человек.

## Географическое положение
Село Латышовка находится на правом берегу реки Тагамлык,
выше по течению на расстоянии в 2,5 км расположено село Сухоносовка,
ниже по течению на расстоянии в 0,5 км расположено село Вольное,
на противоположном берегу — село Тимченковка.
Река в этом месте извилистая, образует лиманы, старицы и заболоченные озёра.